# Cypripedium sinapoides
Cypripedium sinapoides é uma espécie de orquídea terrestre, família Orchidaceae, que habita a Manchúria, na China.